# Molinera
Molinera és un paratge del terme municipal de Conca de Dalt, a l'antic terme de Toralla i Serradell, al Pallars Jussà, en territori del poble de Rivert.
Està situat al sud de Rivert, a prop i a la dreta del barranc de Rivert i a l'esquerra del barranc dels Escarruixos. És a llevant de la partida d'Escarruixos i al sud-est de les Costes.